# Ванлю (Огайо)
Ванлю (англ. Vanlue) — селище (англ. village) в США, в окрузі Генкок штату Огайо. Населення — 341 особа (2020).

## Географія
Ванлю розташований за координатами 40°58′27″ пн. ш. 83°29′5″ зх. д. / 40.97417° пн. ш. 83.48472° зх. д. (40.974053, -83.484713).  За даними Бюро перепису населення США в 2010 році селище мало площу 0,92 км², з яких 0,90 км² — суходіл та 0,02 км² — водойми.

## Демографія
Згідно з переписом 2010 року, у селищі мешкало 359 осіб у 141 домогосподарстві у складі 93 родин. Густота населення становила 390 осіб/км².  Було 152 помешкання (165/км²).
Расовий склад населення:
| - 98,3 % — білих - 0,3 % — чорних або афроамериканців |

До двох чи більше рас належало 0,8 %. Частка іспаномовних становила 5,3 % від усіх жителів.
За віковим діапазоном населення розподілялося таким чином: 26,5 % — особи молодші 18 років, 59,3 % — особи у віці 18—64 років, 14,2 % — особи у віці 65 років та старші. Медіана віку мешканця становила 35,8 року. На 100 осіб жіночої статі у селищі припадало 88,9 чоловіків;  на 100 жінок у віці від 18 років та старших — 87,2 чоловіків також старших 18 років.
Середній дохід на одне домашнє господарство  становив 51 490 доларів США (медіана — 43 750), а середній дохід на одну сім'ю — 58 502 долари (медіана — 64 063). За межею бідності перебувало 0,7 % осіб, у тому числі 0,0 % дітей у віці до 18 років та 5,6 % осіб у віці 65 років та старших.
Цивільне працевлаштоване населення становило 160 осіб. Основні галузі зайнятості: виробництво — 31,9 %, освіта, охорона здоров'я та соціальна допомога — 16,3 %, роздрібна торгівля — 15,0 %.